# Mounes-Prohencoux
Ne doit pas être confondu avec Méounes-lès-Montrieux.
Mounes-Prohencoux est une commune française située dans le département de l'Aveyron, en région Occitanie.
Le patrimoine architectural de la commune comprend un immeuble protégé au titre des monuments historiques : le château de Falgous, inscrit en 1994.

## Géographie

### Localisation
Ce territoire fait partie d'une fraction méridionale du Massif central.

### Communes limitrophes
Les communes limitrophes sont Belmont-sur-Rance, Camarès, Montlaur, Murasson et Peux-et-Couffouleux.

### Hydrographie

#### Réseau hydrographique

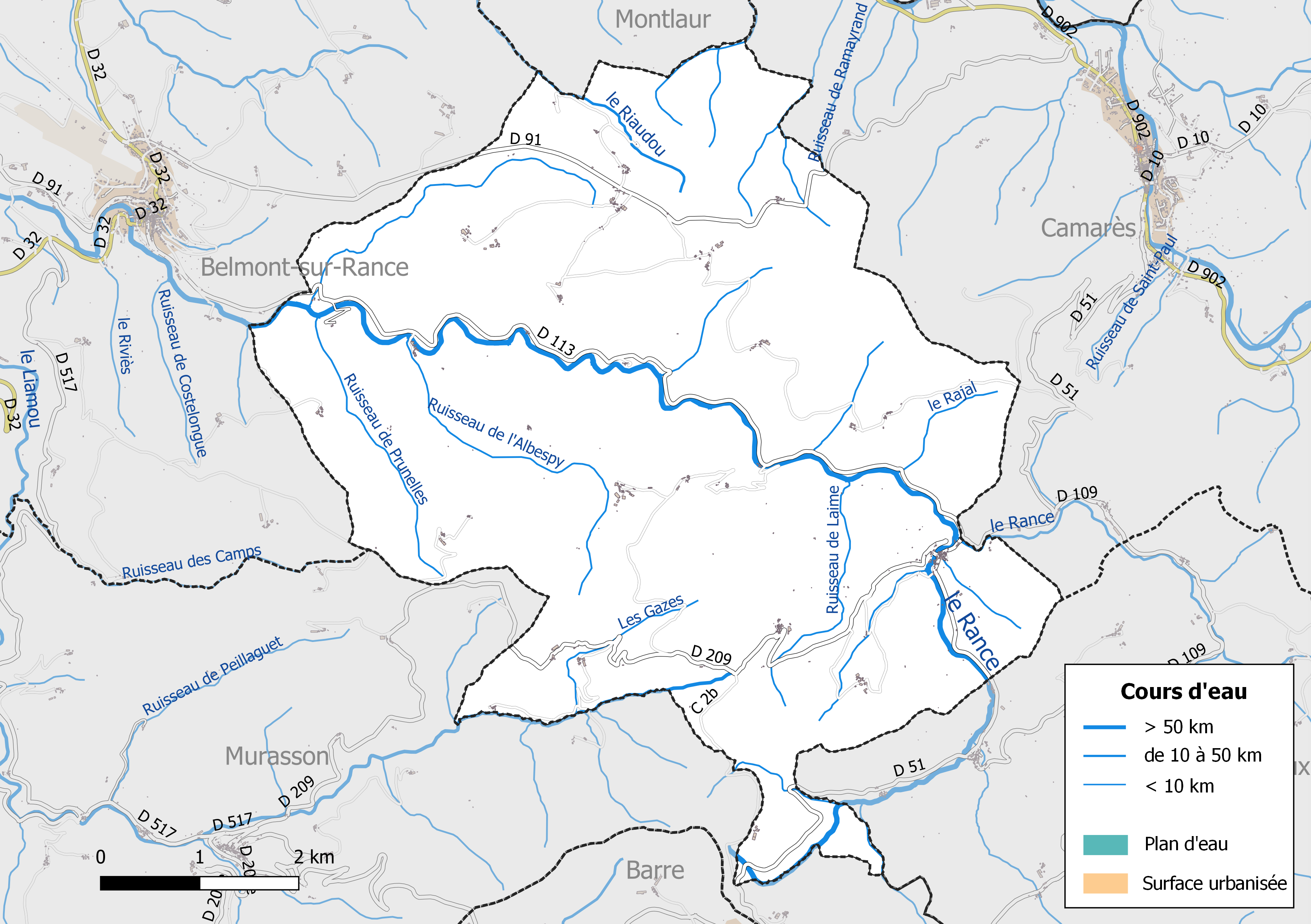
Réseaux hydrographique et routier de Mounes-Prohencoux.

La commune est drainée par le Rance, le Liamou, le petit Rance, le Riaudou, le Crouzet, le Rajal, Les Gazes, le ruisseau de Cadepau, le ruisseau de Cadernac, le ruisseau de la Borie, le ruisseau de Laime, le ruisseau de l'Albespy, le ruisseau de Prunelles et par divers petits cours d'eau comme la Vigne.
Le Rance, anciennement nommé Alranre, d'une longueur totale de 63,5 km, prend sa source au sud du Massif central sur les Monts de Lacaune au mont Merdelou, département de l'Aveyron, dans le Parc naturel régional des Grands Causses, et se jette dans le Tarn en rive gauche à Trébas, localité du département du Tarn. Sa direction générale s'effectue selon un axe allant du sud-est vers le nord-ouest.
Le Liamou, d'une longueur totale de 16,2 km, prend sa source dans la commune de Mounes-Prohencoux et se jette  dans le Rance  à Belmont-sur-Rance, après avoir arrosé 3 communes.

### Climat
Pour des articles plus généraux, voir Climat de l'Occitanie et Climat de l'Aveyron.
En 2010, le climat de la commune est de type climat des marges montargnardes, selon une étude s'appuyant sur une série de données couvrant la période 1971-2000. En 2020, Météo-France publie une typologie des climats de la France métropolitaine dans laquelle la commune est dans une zone de transition entre le climat de montagne et le climat méditerranéen et est dans la région climatique Sud-est du Massif Central, caractérisée par une pluviométrie annuelle de 1 000 à 1 500 mm, minimale en été, maximale en automne.
Pour la période 1971-2000, la température annuelle moyenne est de 10,7 °C, avec une amplitude thermique annuelle de 15,3 °C. Le cumul annuel moyen de précipitations est de 1 202 mm, avec 11,3 jours de précipitations en janvier et 5,2 jours en juillet. Pour la période 1991-2020, la température moyenne annuelle observée sur la station météorologique la plus proche, située sur la commune de Peux-et-Couffouleux à 2 km à vol d'oiseau, est de 10,9 °C et le cumul annuel moyen de précipitations est de 1 189,1 mm,. Pour l'avenir, les paramètres climatiques de la commune estimés pour 2050 selon différents scénarios d'émission de gaz à effet de serre sont consultables sur un site dédié publié par Météo-France en novembre 2022.

### Milieux naturels et biodiversité

#### Espaces protégés
La protection réglementaire est le mode d’intervention le plus fort pour préserver des espaces naturels remarquables et leur biodiversité associée.
Dans ce cadre, la commune fait partie d'un espace protégé, le Parc naturel régional des Grands Causses, créé en 1995 et d'une superficie de 327 937 ha, s'étend sur 97 communes. Ce territoire rural habité, reconnu au niveau national pour sa forte valeur patrimoniale et paysagère, s’organise autour d’un projet concerté de développement durable, fondé sur la protection et la valorisation de son patrimoine,,.

#### Zones naturelles d'intérêt écologique, faunistique et floristique
L’inventaire des zones naturelles d'intérêt écologique, faunistique et floristique (ZNIEFF) a pour objectif de réaliser une couverture des zones les plus intéressantes sur le plan écologique, essentiellement dans la perspective d’améliorer la connaissance du patrimoine naturel national et de fournir aux différents décideurs un outil d’aide à la prise en compte de l’environnement dans l’aménagement du territoire.
Le territoire communal de Mounes-Prohencoux comprend une ZNIEFF de type 1,, 
le « Puech de Montaran » (60,7 ha)
, et deux ZNIEFF de type 2, : 
- le « Rougier de Camarès » (56 714 ha), qui s'étend sur 33 communes dont 32 dans l'Aveyron et 1 dans l'Hérault[15];
- la « Vallée du Rance » (2 781 ha), qui s'étend sur 12 communes dont 11 dans l'Aveyron et 1 dans le Tarn[16].

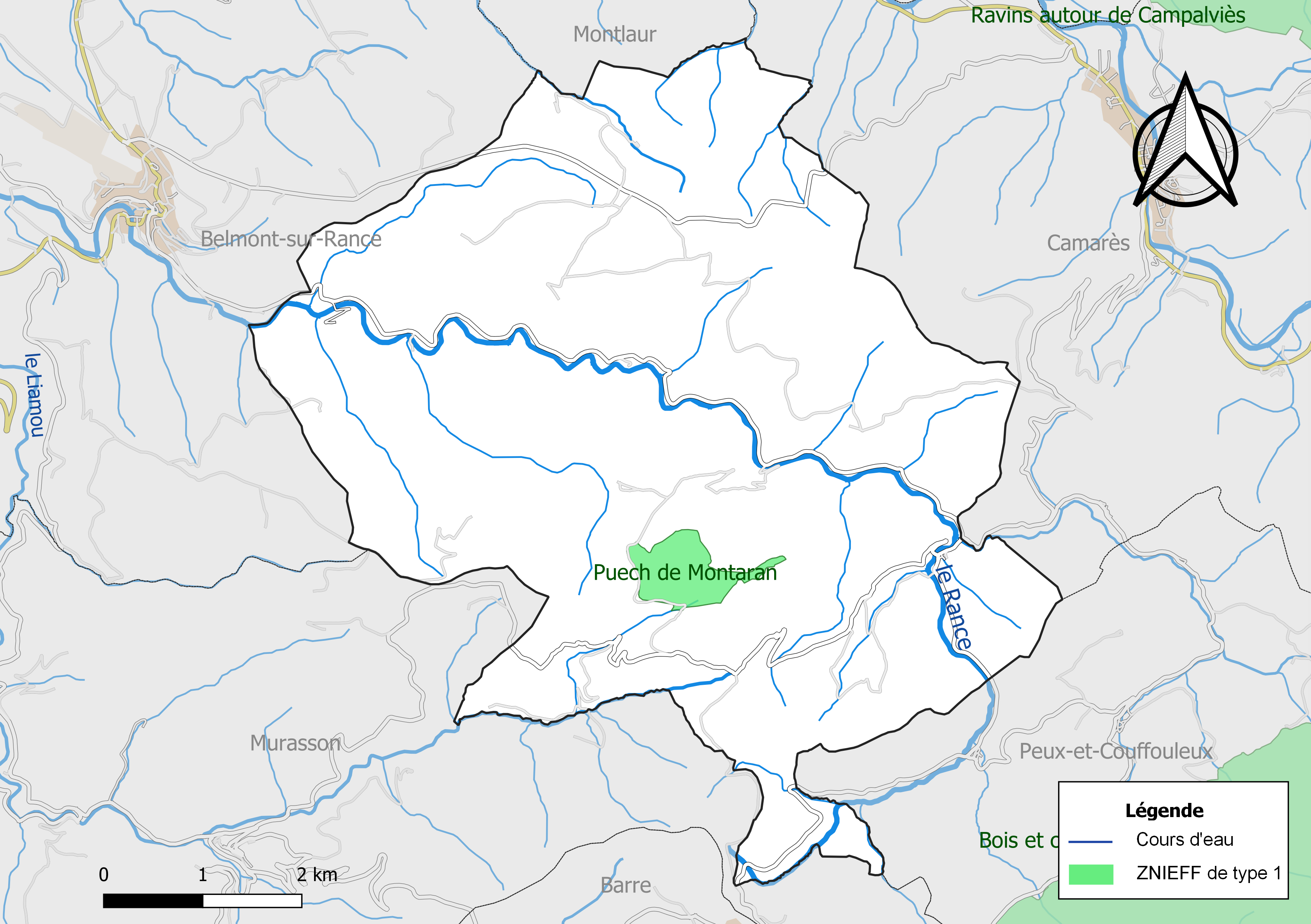
Carte de la ZNIEFF de type 1 de la commune.
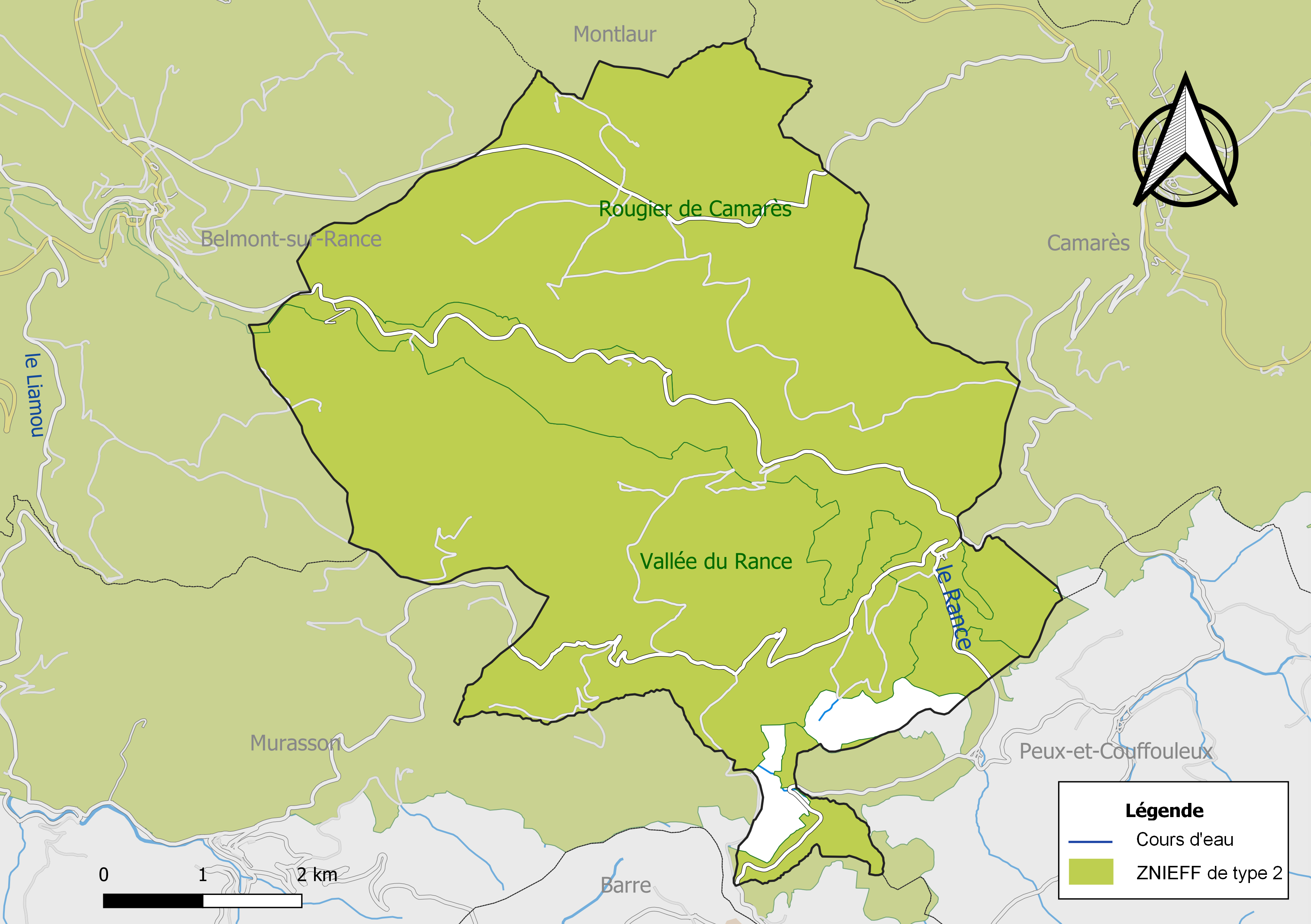
Carte des ZNIEFF de type 2 de la commune.

## Urbanisme

### Typologie
Au 1er janvier 2024, Mounes-Prohencoux est catégorisée commune rurale à habitat très dispersé, selon la nouvelle grille communale de densité à sept niveaux définie par l'Insee en 2022.
Elle est située hors unité urbaine et hors attraction des villes,.

### Occupation des sols

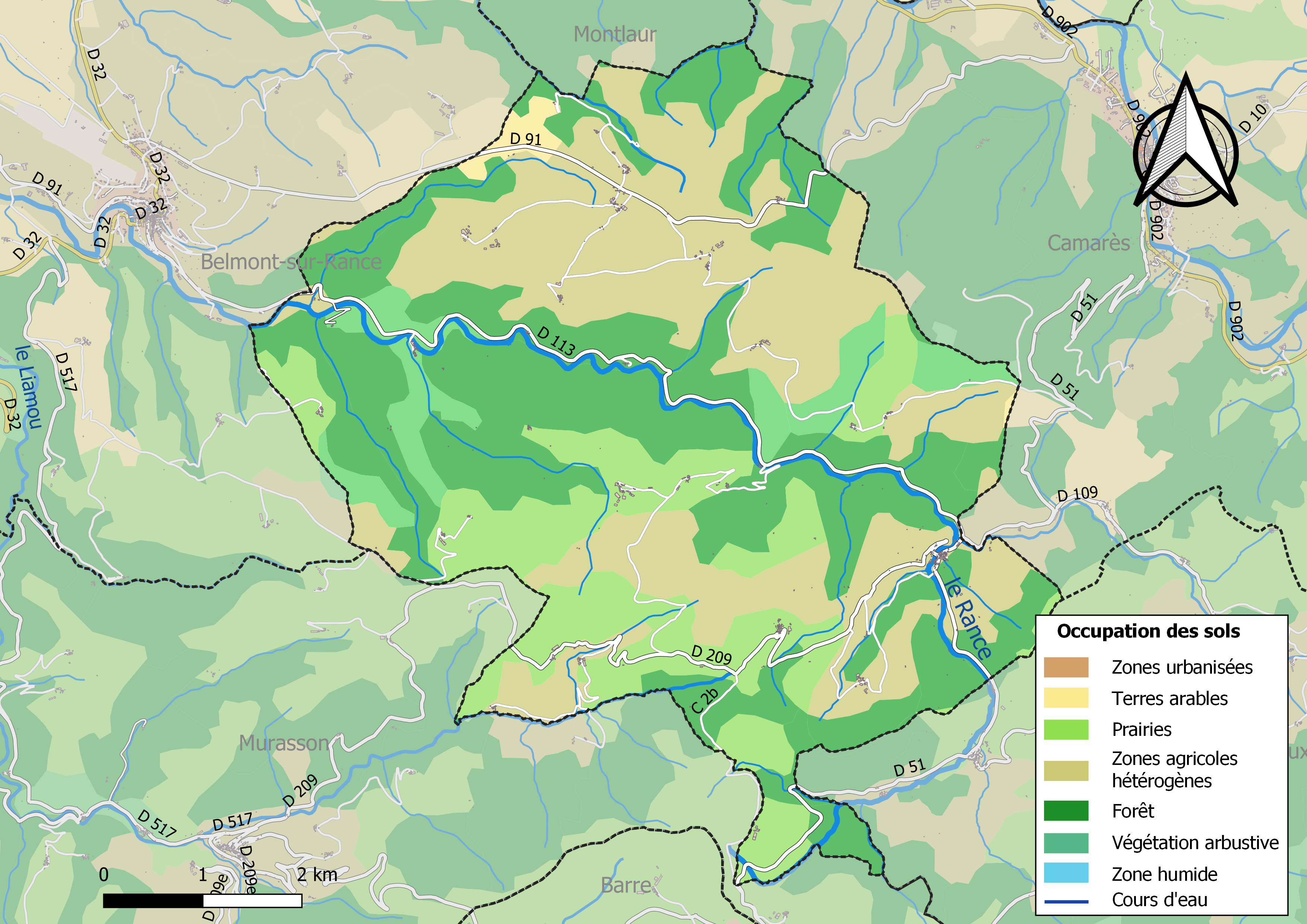
Infrastructures et occupation des sols de la commune de Mounes-Prohencoux.

L'occupation des sols de la commune, telle qu'elle ressort de la base de données européenne d’occupation biophysique des sols Corine Land Cover (CLC), est marquée par l'importance des territoires agricoles (50,9 % en 2018), en augmentation par rapport à 1990 (45,5 %). La répartition détaillée en 2018 est la suivante : 
forêts (44,5 %), zones agricoles hétérogènes (30,5 %), prairies (19,5 %), milieux à végétation arbustive et/ou herbacée (4,7 %), terres arables (0,9 %).

### Planification
La loi SRU du 13 décembre 2000 a incité fortement les communes à se regrouper au sein d’un établissement public, pour déterminer les partis d’aménagement de l’espace au sein d’un SCoT, un document essentiel d’orientation stratégique des politiques publiques à une grande échelle. La commune est dans le territoire du SCoT du Parc naturel régional des Grands Causses, approuvé le vendredi 7 juillet 2017 par le comité syndical et mis à l’enquête publique en décembre 2019. La structure porteuse est le Pôle d'équilibre territorial et rural du PNR des Grands Causses, qui associe huit communautés de communes, notamment la communauté de communes Monts, Rance et Rougier, dont la commune est membre.
La commune, en 2017, avait engagé l'élaboration d'un plan local d'urbanisme.

### Risques majeurs
Le territoire de la commune de Mounes-Prohencoux est vulnérable à différents aléas naturels : inondations, climatiques (hiver exceptionnel ou canicule), feux de forêts et séisme (sismicité très faible).
Il est également exposé à un risque particulier, le risque radon,.

#### Risques naturels

Zones inondables de la commune de Mounes-Prohencoux.

Certaines parties du territoire communal sont susceptibles d’être affectées par le risque d’inondation par débordement du Rance. Les dernières grandes crues historiques, ayant touché plusieurs parties du département, remontent aux 3 et 4 décembre 2003 (dans le bassin du Lot, de l'Aveyron, du Viaur et du Tarn) et au 28 novembre 2014 (bassins de la Sorgues et du Dourdou). Ce risque est pris en compte dans l'aménagement du territoire de la commune par le biais du Plan de prévention du risque inondation (PPRI) du bassin du « Rance », approuvé le 9 octobre 2015.
Le Plan départemental de protection des forêts contre les incendies découpe le département de l’Aveyron en sept « bassins de risque » et définit une sensibilité des communes à l’aléa feux de forêt (de faible à très forte). La commune est classée en sensibilité forte.
Les mouvements de terrains susceptibles de se produire sur la commune sont liés au retrait-gonflement des argiles, conséquence d'un changement d'humidité des sols argileux. Les argiles sont capables de fixer l'eau disponible mais aussi de la perdre en se rétractant en cas de sécheresse. Ce phénomène peut provoquer des dégâts très importants sur les constructions (fissures, déformations des ouvertures) pouvant rendre inhabitables certains locaux. La carte de zonage de cet aléa peut être consultée sur le site de l'observatoire national des risques naturels Georisques

#### Risque particulier
Dans plusieurs parties du territoire national, le radon, accumulé dans certains logements ou autres locaux, peut constituer une source significative d’exposition de la population aux rayonnements ionisants. Toutes les communes du département sont concernées par le risque radon à un niveau plus ou moins élevé. Selon le dossier départemental des risques majeurs du département établi en 2013, la commune de Mounes-Prohencoux est classée à risque moyen à élevé. Un décret du 4 juin 2018 a modifié la terminologie du zonage définie dans le code de la santé publique et a été complété par un arrêté du 27 juin 2018 portant délimitation des zones à potentiel radon du territoire français. La commune est désormais en zone 3, à savoir zone à potentiel radon significatif.

## Histoire
- Néolithique : Les statues-menhirs qu'on y a trouvées attestent de l'ancienneté de la présence humaine sur le territoire de la commune
- 1833 : Prohencoux annexe la commune voisine de Mounes.
- 22 mars 1950 : Prohencoux est renommée Mounes-Prohencoux.

## Politique et administration

### Découpage territorial
La commune de Mounes-Prohencoux est membre de la communauté de communes Monts, Rance et Rougier, un établissement public de coopération intercommunale (EPCI) à fiscalité propre créé le 1er janvier 2017 dont le siège est à Belmont-sur-Rance. Ce dernier est par ailleurs membre d'autres groupements intercommunaux.
Sur le plan administratif, elle est rattachée à l'arrondissement de Millau, au département de l'Aveyron et à la région Occitanie. Sur le plan électoral, elle dépend du  canton des Causses-Rougiers pour l'élection des conseillers départementaux, depuis le redécoupage cantonal de 2014 entré en vigueur en 2015, et de la troisième circonscription de l'Aveyron  pour les élections législatives, depuis le dernier découpage électoral de 2010.

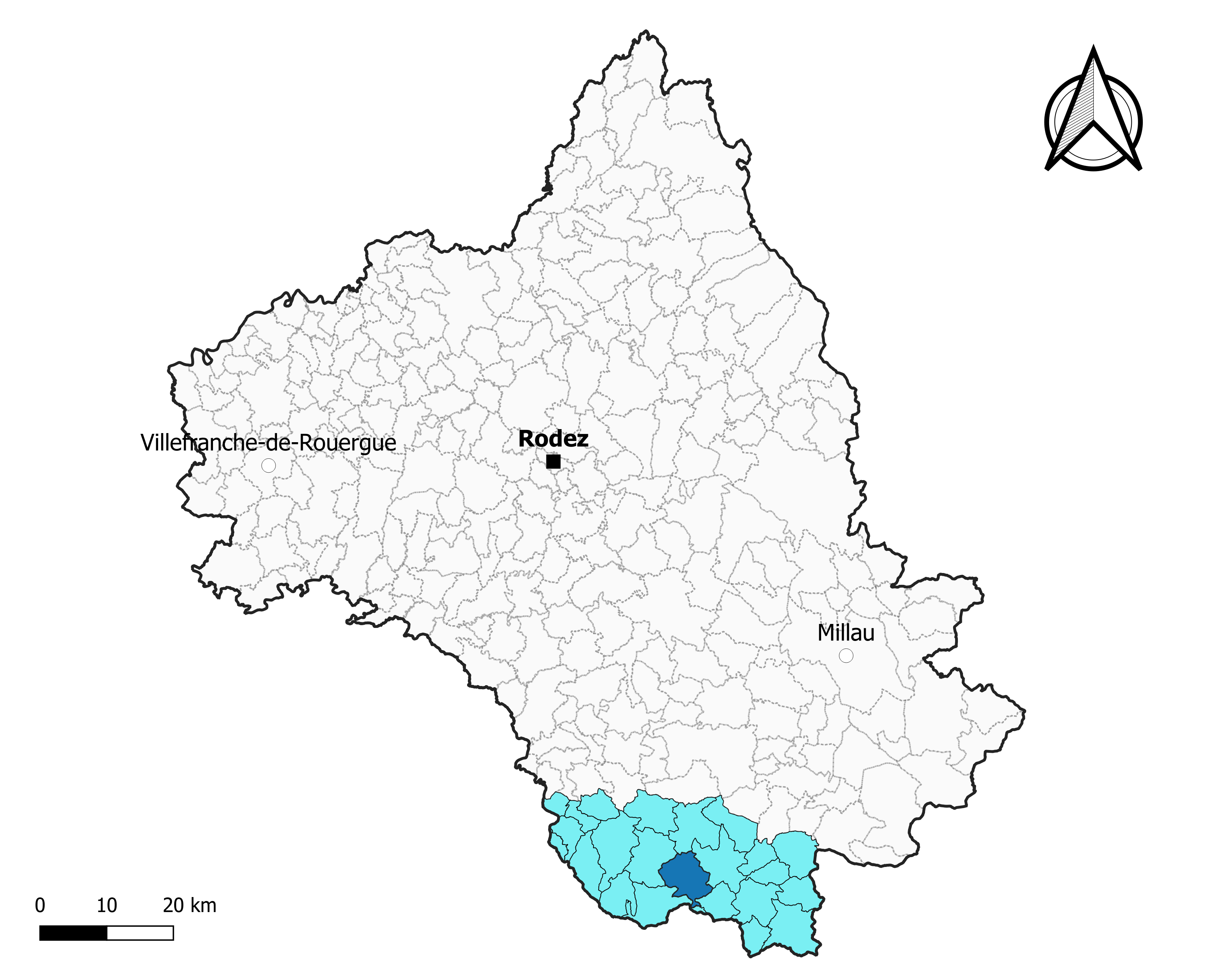
Mounes-Prohencoux dans l'intercommunalité en 2020.
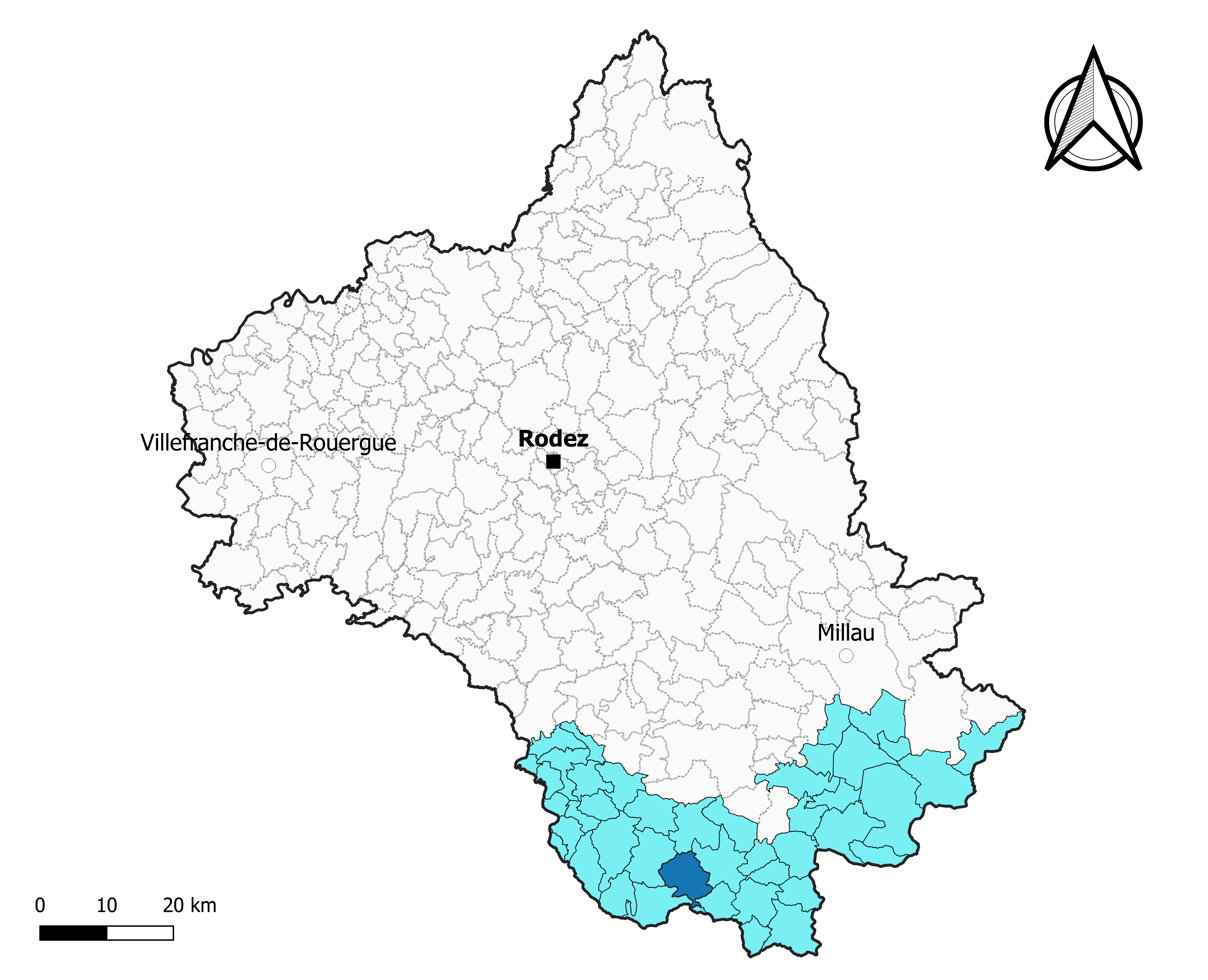
Mounes-Prohencoux dans le canton des Causses-Rougiers en 2020.
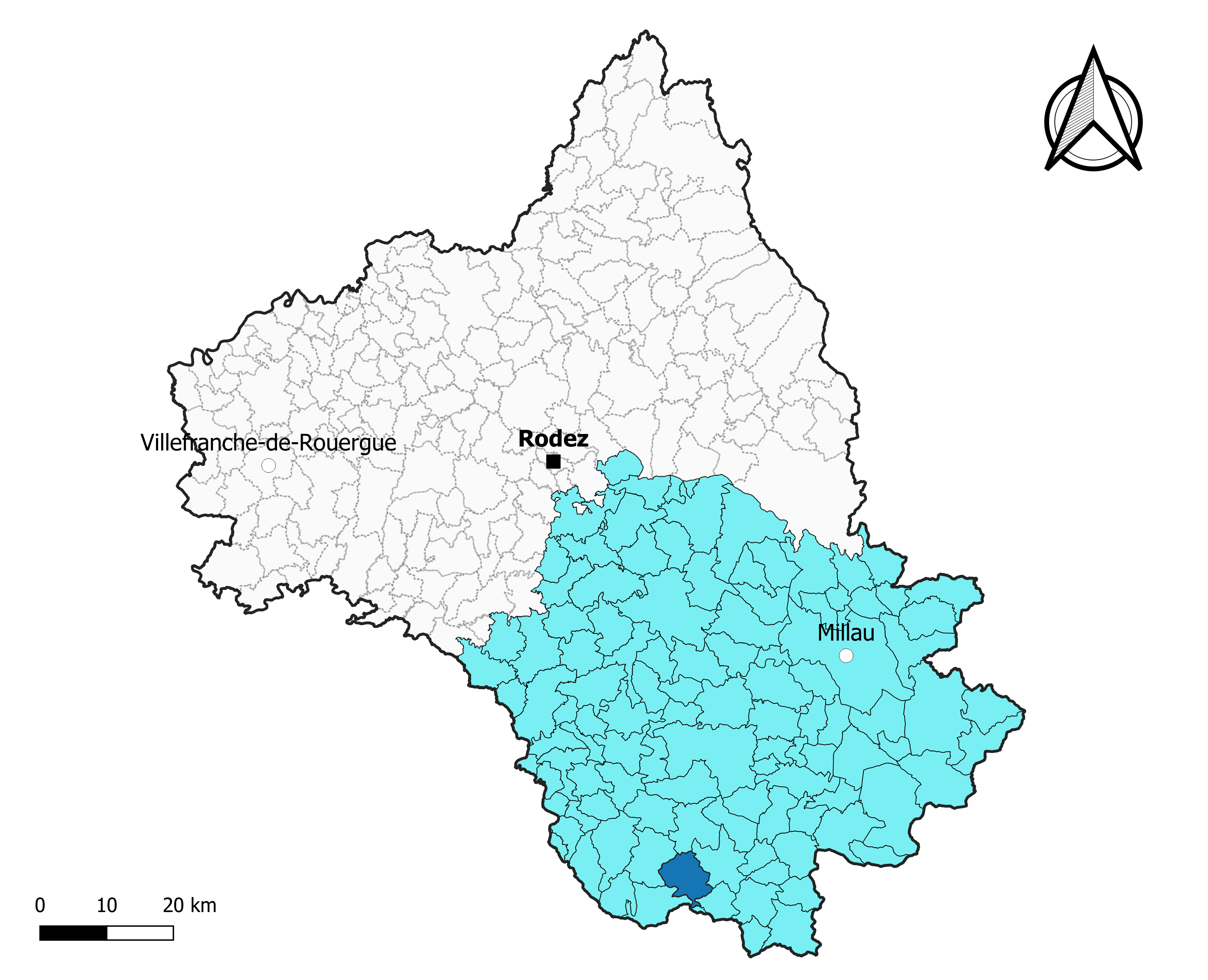
Mounes-Prohencoux dans l'arrondissement de Millau en 2020.

### Élections municipales et communautaires

#### Élections de 2020
Le conseil municipal de Mounes-Prohencoux, commune de moins de 1 000 habitants, est élu au scrutin majoritaire plurinominal à deux tours avec candidatures isolées ou groupées et possibilité de panachage. Compte tenu de la population communale, le nombre de sièges à pourvoir lors des élections municipales de 2020 est de 11. La totalité des onze candidats en lice est élue dès le premier tour, le 15 mars 2020, avec un taux de participation de 60,71 %.
Michel Leblond, maire sortant, est réélu pour un nouveau mandat le 23 mai 2020.
Dans les communes de moins de 1 000 habitants, les conseillers communautaires sont désignés parmi les conseillers municipaux élus en suivant l’ordre du tableau (maire, adjoints puis conseillers municipaux) et dans la limite du nombre de sièges attribués à la commune au sein du conseil communautaire. Un siège est attribué à la commune au sein de la communauté de communes Monts, Rance et Rougier.

#### Liste des maires
| Période                                  | Période  | Identité        | Étiquette | Qualité      |
| ---------------------------------------- | -------- | --------------- | --------- | ------------ |
| 2001                                     | 2008     | André Roques    |           | Retraité     |
| 2008                                     | En cours | Michel Leblond, |           | Ancien cadre |
| Les données manquantes sont à compléter. |          |                 |           |              |

## Démographie
L'évolution du nombre d'habitants est connue à travers les recensements de la population effectués dans la commune depuis 1793. Pour les communes de moins de 10 000 habitants, une enquête de recensement portant sur toute la population est réalisée tous les cinq ans, les populations de référence des années intermédiaires étant quant à elles estimées par interpolation ou extrapolation. Pour la commune, le premier recensement exhaustif entrant dans le cadre du nouveau dispositif a été réalisé en 2005.

En 2022, la commune comptait 193 habitants, en évolution de +4,89 % par rapport à 2016 (Aveyron : +0,37 %, France hors Mayotte : +2,11 %).
| 1793 | 1800 | 1831 | 1836 | 1841 | 1846  | 1851  | 1856 | 1861 |
| ---- | ---- | ---- | ---- | ---- | ----- | ----- | ---- | ---- |
| 507  | 583  | 551  | 978  | 987  | 1 033 | 1 009 | 914  | 966  |

| 1866 | 1872 | 1876 | 1881 | 1886 | 1891 | 1896 | 1901 | 1906 |
| ---- | ---- | ---- | ---- | ---- | ---- | ---- | ---- | ---- |
| 935  | 866  | 835  | 866  | 874  | 811  | 864  | 852  | 821  |

| 1911 | 1921 | 1926 | 1931 | 1936 | 1946 | 1954 | 1962 | 1968 |
| ---- | ---- | ---- | ---- | ---- | ---- | ---- | ---- | ---- |
| 808  | 722  | 640  | 585  | 536  | 521  | 503  | 420  | 344  |

| 1975 | 1982 | 1990 | 1999 | 2005 | 2006 | 2010 | 2015 | 2020 |
| ---- | ---- | ---- | ---- | ---- | ---- | ---- | ---- | ---- |
| 266  | 243  | 233  | 190  | 196  | 197  | 184  | 188  | 186  |

| 2022 | - | - | - | - | - | - | - | - |
| ---- | - | - | - | - | - | - | - | - |
| 193  | - | - | - | - | - | - | - | - |

## Économie

### Revenus
En 2018  (données Insee publiées en septembre 2021), la commune compte 88 ménages fiscaux, regroupant 195 personnes. La médiane du revenu disponible par unité de consommation est de 17 950 € (20 640 € dans le département).

### Emploi
| Division       | 2008  | 2013  | 2018  |
| -------------- | ----- | ----- | ----- |
| Commune        | 8,3 % | 7,8 % | 6 %   |
| Département    | 5,4 % | 7,1 % | 7,1 % |
| France entière | 8,3 % | 10 %  | 10 %  |

En 2018, la population âgée de 15 à 64 ans s'élève à 114 personnes, parmi lesquelles on compte 76,7 % d'actifs (70,7 % ayant un emploi et 6 % de chômeurs) et 23,3 % d'inactifs,. En  2018, le taux de chômage communal (au sens du recensement) des 15-64 ans est inférieur à celui de la France et du département, alors qu'en 2008 la situation était inverse.
La commune est hors attraction des villes,. Elle compte 33 emplois en 2018, contre 40 en 2013 et 36 en 2008. Le nombre d'actifs ayant un emploi résidant dans la commune est de 82, soit un indicateur de concentration d'emploi de 39,9 % et un taux d'activité parmi les 15 ans ou plus de 58,7 %.
Sur ces 82 actifs de 15 ans ou plus ayant un emploi, 26 travaillent dans la commune, soit 31 % des habitants. Pour se rendre au travail, 69,9 % des habitants utilisent un véhicule personnel ou de fonction à quatre roues, 14,4 % s'y rendent en deux-roues, à vélo ou à pied et 15,7 % n'ont pas besoin de transport (travail au domicile).

### Activités hors agriculture
23 établissements sont implantés  à Mounes-Prohencoux au 31 décembre 2019. Le tableau ci-dessous en détaille le nombre par secteur d'activité et compare les ratios avec ceux du département,.
Le secteur de l'industrie manufacturière, des industries extractives et autres est prépondérant sur la commune puisqu'il représente 56,5 % du nombre total d'établissements de la commune (13 sur les 23 entreprises implantées  à Mounes-Prohencoux), contre 17,7 % au niveau départemental.

### Agriculture
La commune est dans les Monts de Lacaune, une petite région agricole occupant le sud du département de l'Aveyron. En 2020, l'orientation technico-économique de l'agriculture  sur la commune est l'élevage d'ovins ou de caprins.
|               | 1988  | 2000  | 2010  | 2020  |
| ------------- | ----- | ----- | ----- | ----- |
| Exploitations | 31    | 21    | 16    | 16    |
| SAU (ha)      | 1 692 | 1 829 | 1 753 | 1 944 |

Le nombre d'exploitations agricoles en activité et ayant leur siège dans la commune est passé de 31 lors du recensement agricole de 1988  à 21 en 2000 puis à 16 en 2010 et enfin à 16 en 2020, soit une baisse de 48 % en 32 ans. Le même mouvement est observé à l'échelle du département qui a perdu pendant cette période 51 % de ses exploitations,. La surface agricole utilisée sur la commune a quant à elle augmenté, passant de 1 692 ha en 1988 à 1 944 ha en 2020. Parallèlement la surface agricole utilisée moyenne par exploitation a augmenté, passant de 55 à 122 ha.

## Culture locale et patrimoine

### Château de Falgous
Inscrit MH (1994)

### Divers
- Douze statues-menhirs datant du Néolithique final, à la Préhistoire, ont été découvertes à ce jour sur le territoire de la commune (Cros, Nougras, Plo de Mas-Viel, Vignals, Albespy, Mas-Viel, Puech de Nougras). Des copies en grès ont été réalisées en l'an 2000 par le Conseil Général et implantées près des lieux de leurs découvertes.
- Prohencoux : château habité du début du XVIIe siècle.
- Église Saint-Pierre de Mounes, (1848-1852) et son lavoir restauré en 2007.
- Église Saint-Martin de Turipi.
- Chapelle Saint-Vincent de Saint-Vincent.

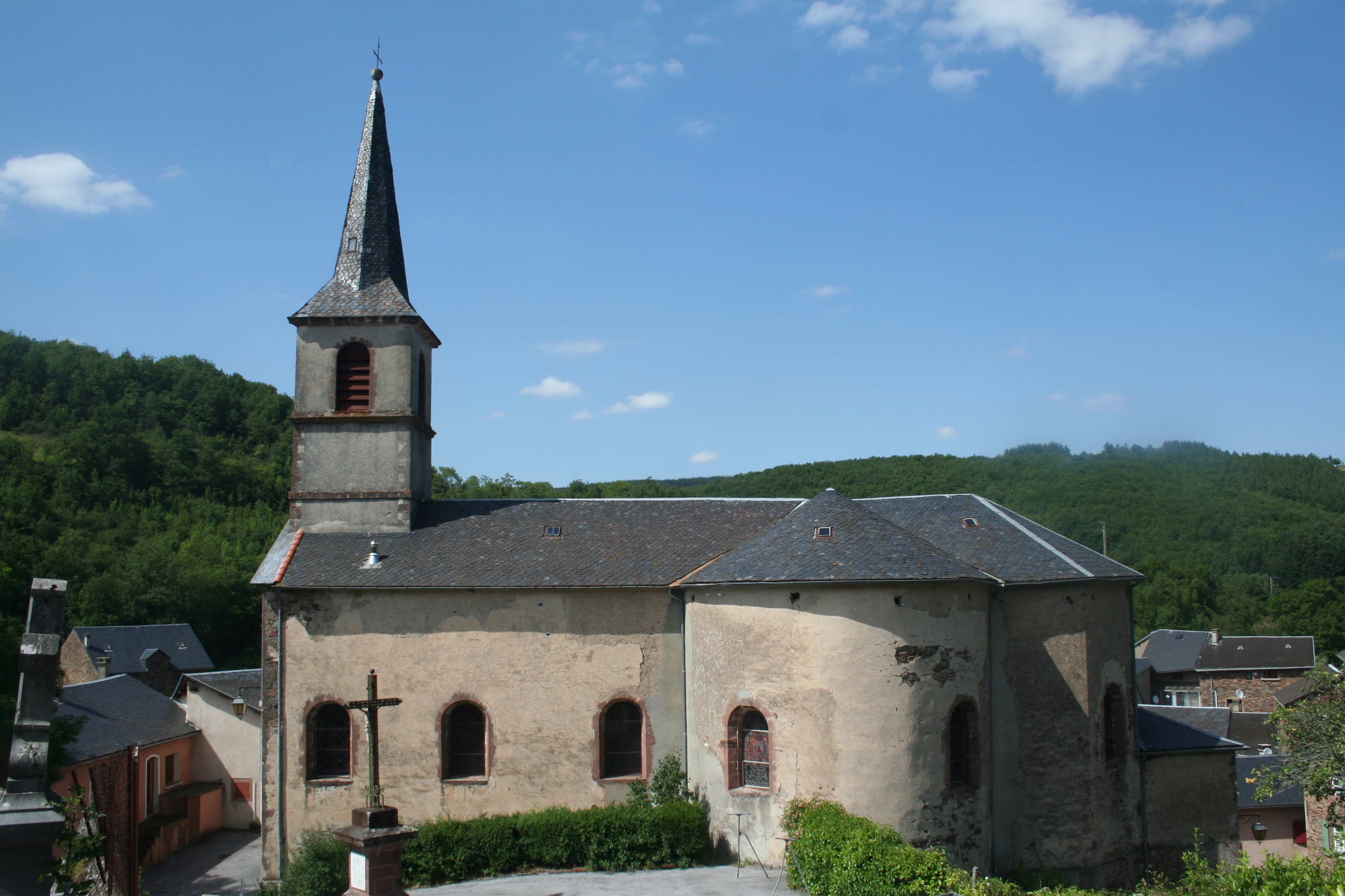
Église de Mounes.
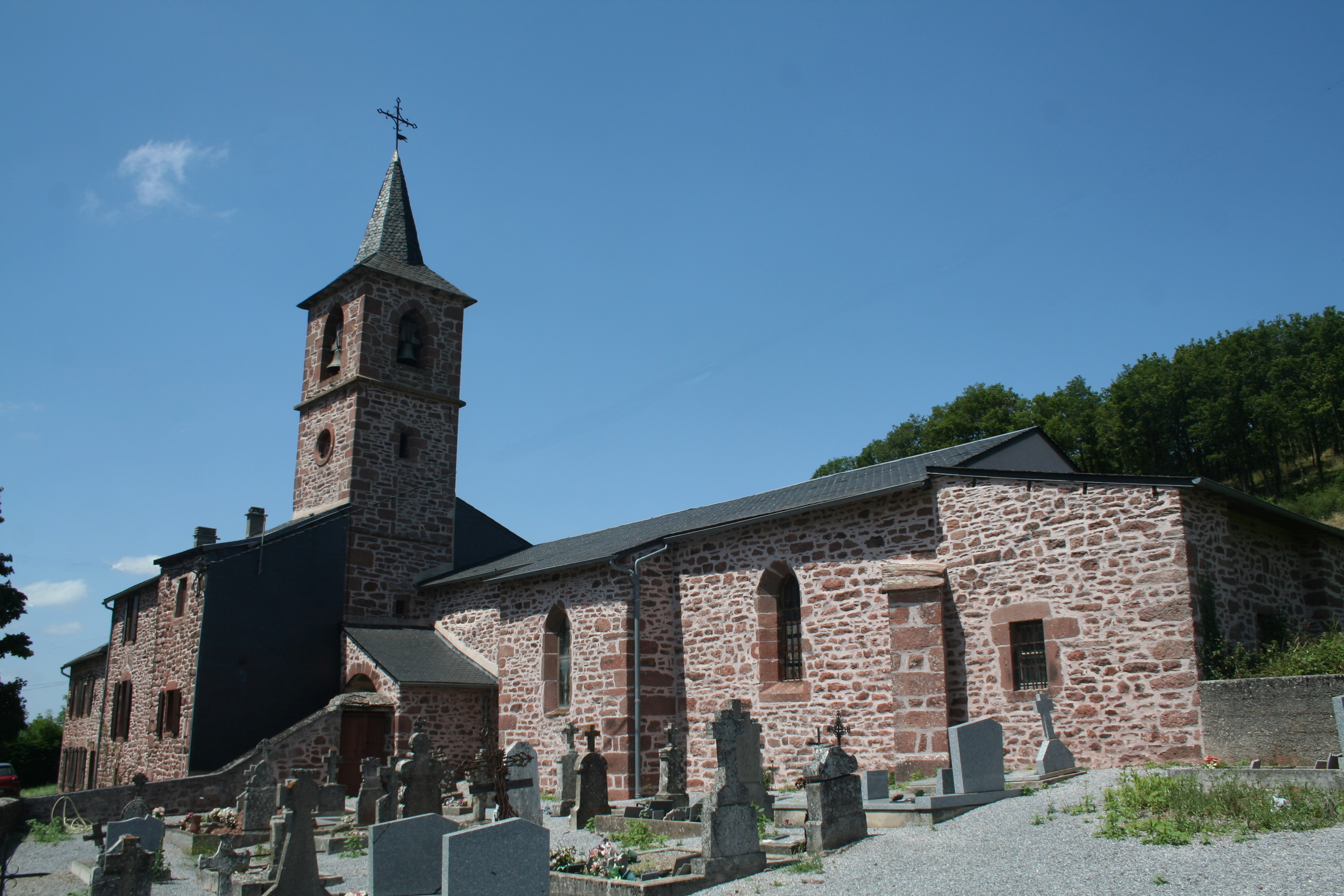
Saint-Martin de Turipi.
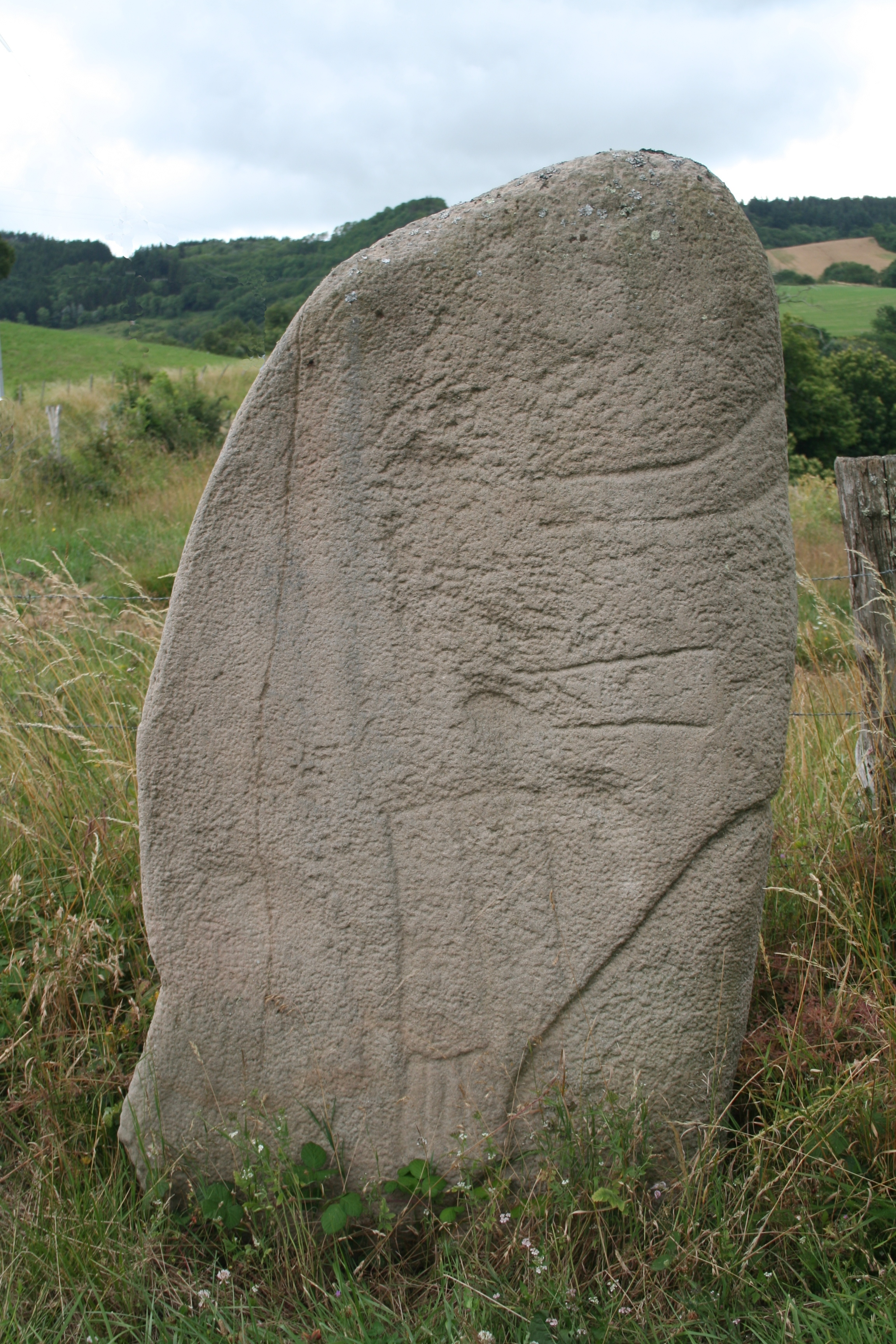
Statue-menhir du Cros (copie).
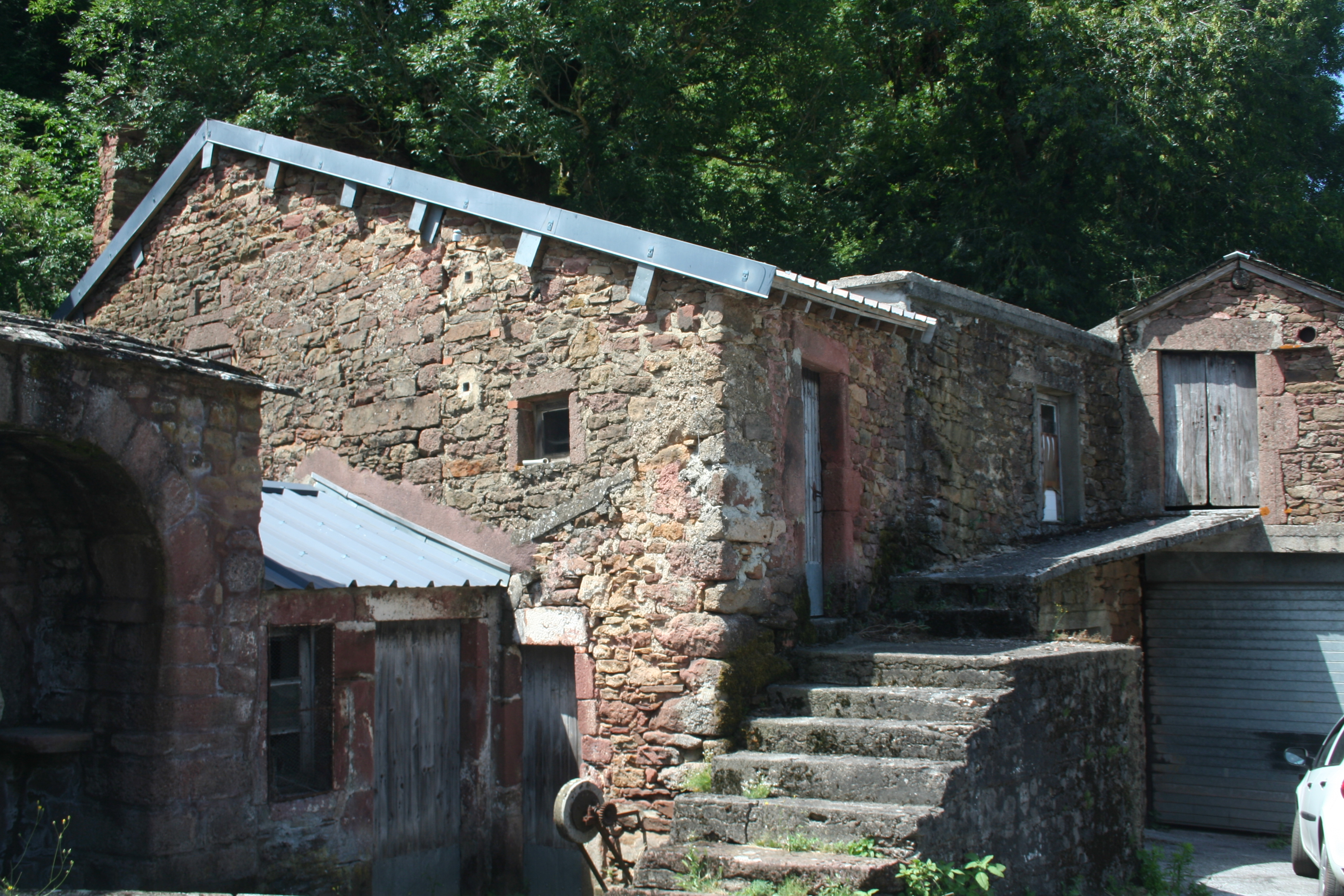
Maison au Cros.

### Personnalités liées à la commune
- Henri Cot, dit le géant du Cros (27 avril 1883 au hameau du Cros - 14 septembre 1912), mesurant à 22 ans 2,30 m pour 170 kg; il fut embauché par le cirque Médrano comme phénomène.

Une exposition permanente à la mairie de Mounès (accès libre aux heures d'ouverture) relate son audacieuse histoire.